# Музей денег Банка Японии
Музей денег Банка Японии (яп. 日本銀行金融研究所貨幣博物館 Nihonginkō-kin'yū-kenkyūjo-kahei-hakubutsukan) — нумизматический музей, рассказывающий о истории денежного обращения Японии. Музей располагается в здании центрального банка Японии (Тюо, Токио). Полное название музея звучит как Музей денег Института денежно-кредитных и экономических исследований Банка Японии.

## История
В 1982 году Банк Японии отпраздновал свой столетий юбилей. В ознаменование этого события  было принято решение о создании музея. Для широкой публики двери музея открылись в ноябре 1985 года.

## Экспозиция
Музей располагает одной из самых обширных нумизматических собраний в странах Восточной Азии. Это более 200 000 экземпляров монет и банкнот рассказывающих об истории обращения денежных знаков Японии, технологиях их производства и культуре использования. Один из стендов посвящён технике подделки денег.
Кроме экспонатов, представляющих историю денег Японии, в музее имеется коллекция иностранных валют, в частности старинные денежные знаки Китая и Новой Зеландии.
В 2002 году Банк Японии перевел своё собрание старинных золотых и серебряных монет в фонд музея.
В 2010 году в музее была открыта постоянная экспозиция кошельков период Эдо (1603-1867) и эры Мэйдзи (1868-1912).

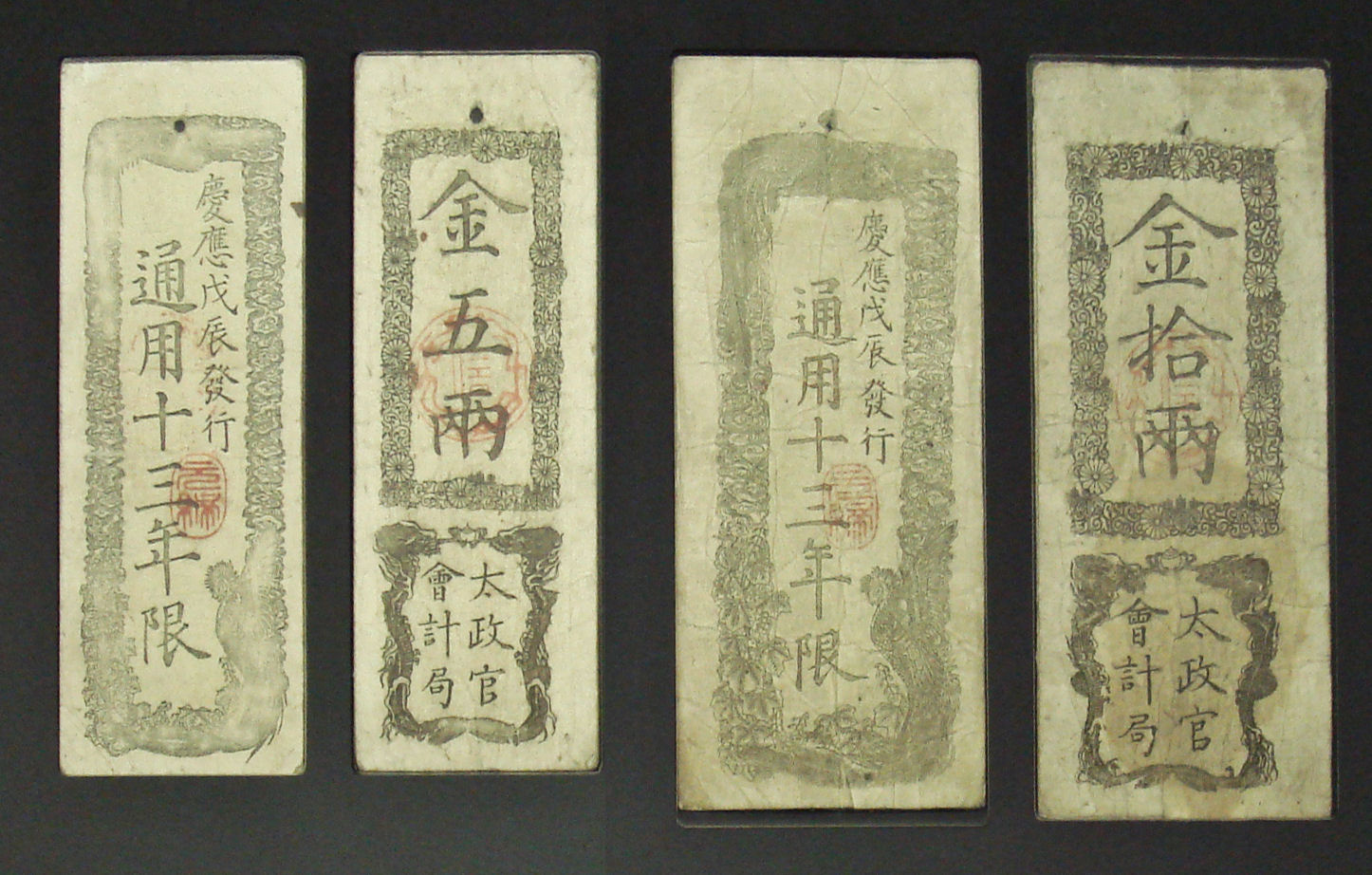
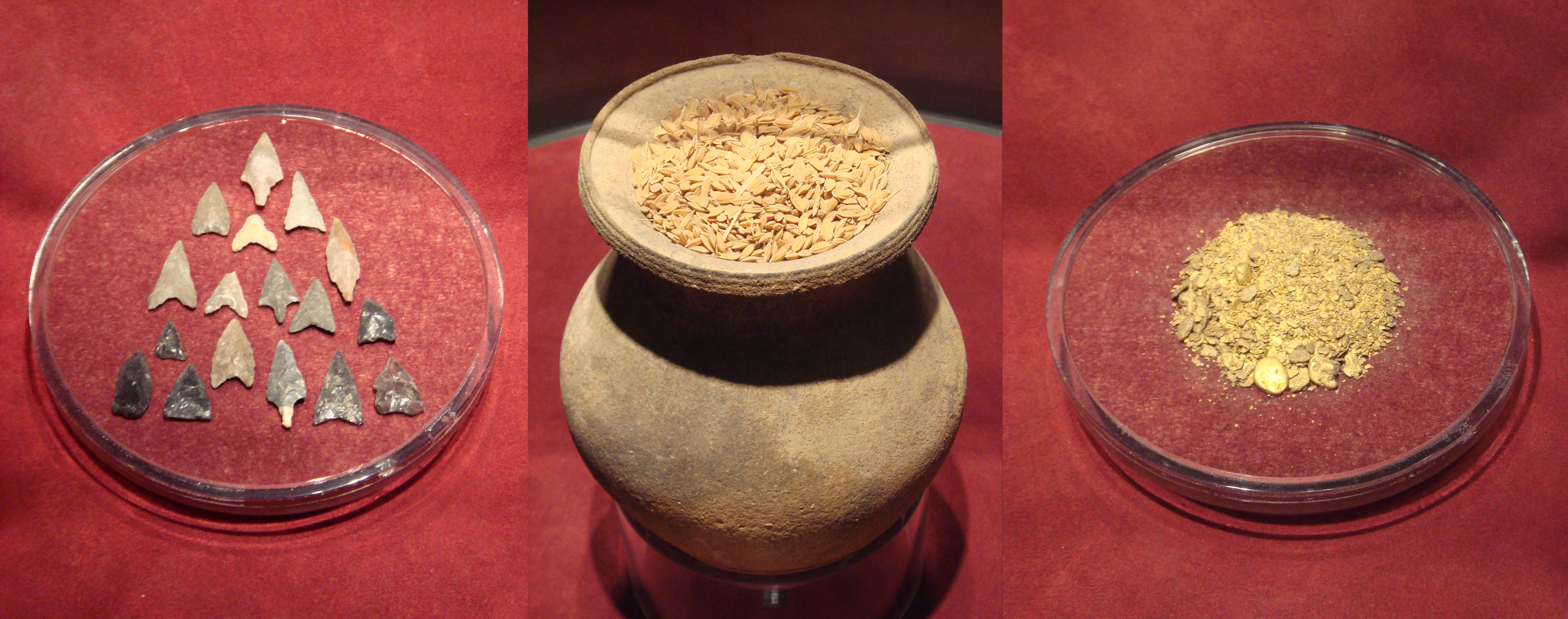
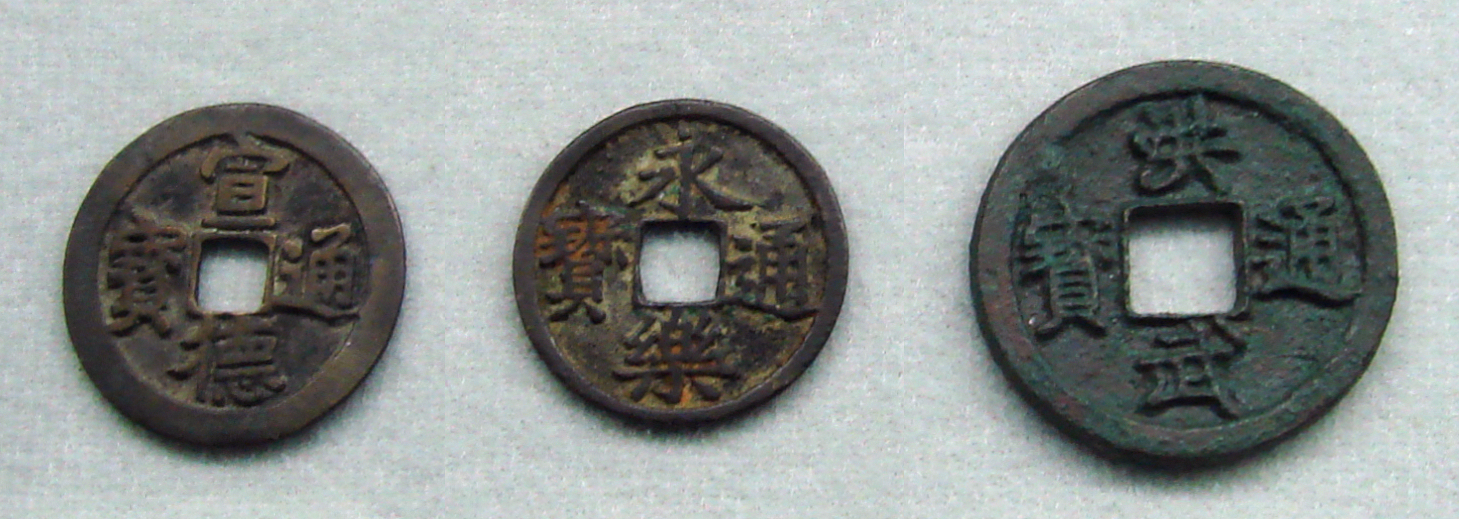
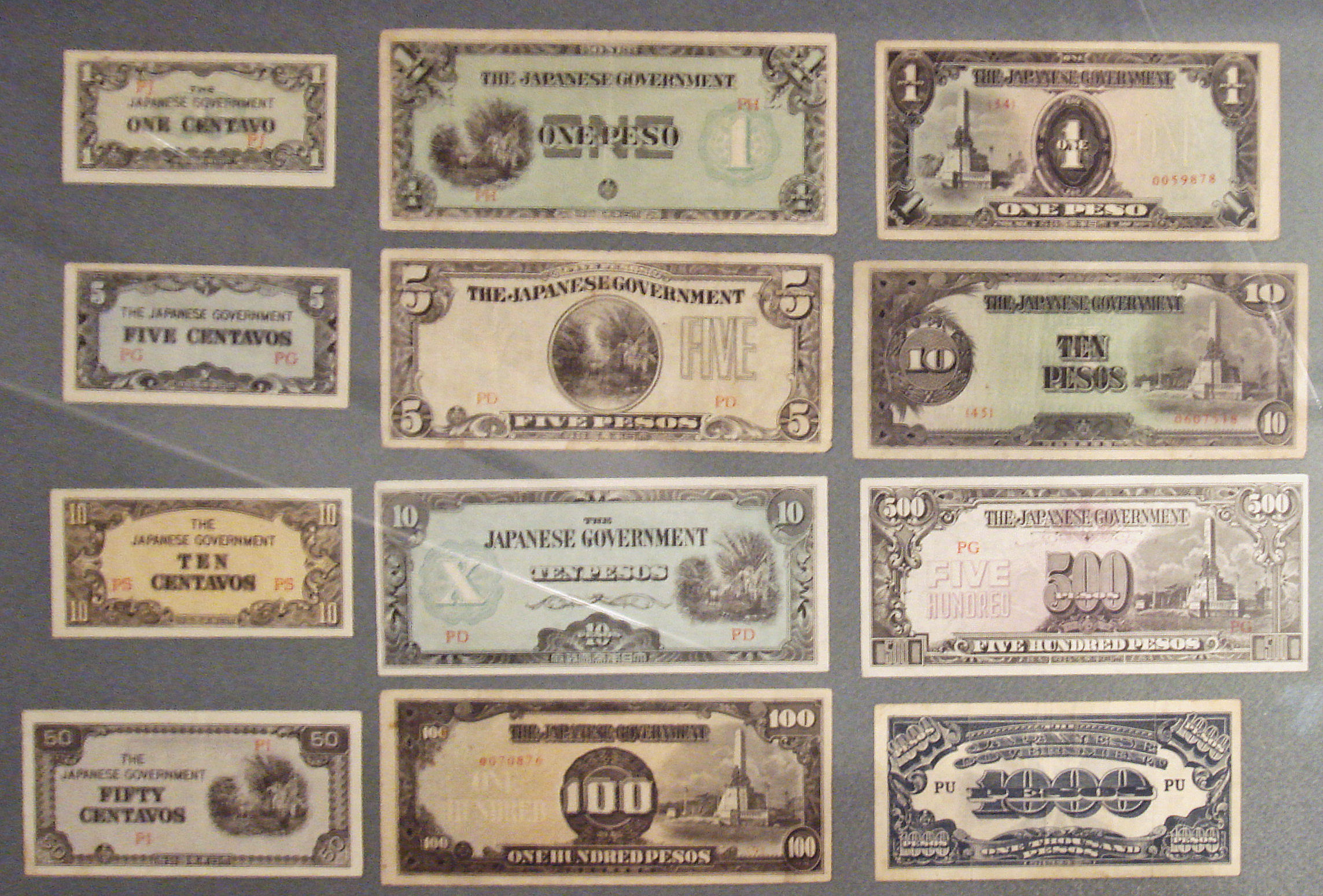

## См.также
- Музей денег банка Токио-Мицубиси Ю-Эф-Джей - музей денег в г.Нагоя